# Нилл, Александр Сазерленд
Александр Сазерленд Нилл (англ. Alexander Sutherland Neill; 17 октября 1883 — 23 сентября 1973) — новатор в области образования, автор книг о воспитании детей и основатель школы «Саммерхилл», которая следует его образовательной философии по сей день. А. С. Нилл известен как защитник личной свободы ребёнка.

## Биография
Нилл родился в шотландском городе Форфар. Он был одним из тринадцати детей в семье. Его отец и мать были школьными учителями. Проработав некоторое время учителем в местной школе, Нилл поступил в Эдинбургский университет и в 1912 году получил ученую степень. В 1914 году стал директором школы в деревне Гретна-Грин.
На философию Александра Нилла оказали большое влияние работы Марии Монтессори, Зигмунда Фрейда и Вильгельма Райха
В 1921 году Нилл покинул Англию. В Хеллерау вблизи Дрездена он навестил Лилиан Ричардсон, с которой познакомился в школе King Alfred. Позже она стала его женой. В Хеллерау Александр Нилл вместе с Лилиан Ричардсон и Кристиан Бир основали Международную школу, в которой Ниллу впервые была предоставлена возможность следовать своим принципам в воспитании и обучении детей.
Позже школа была перенесена сначала в Зонтагберг, Австрия, а затем в 1923 году в Лайм-Реджис, Англия, где была переименована в Саммерхилл. С 1927 года школа находится в Лейстоне, Саффолк.
Во время преподавательской деятельности А. С. Нилл написал множество книг, включая серию «Dominie», начатую книгой A Dominie’s Log (1916). Его наиболее известная работа Summerhill: A Radical Approach to Child Rearing (1960) получила мощный отклик в образовательных кругах США. Его последняя книга была автобиографией, Neill, Neill, Orange Peel! (1973). Он также писал юмористические книги для детей, например, The Last Man Alive (1939).
А. С. Нилл был женат дважды. После его смерти в 1973 году полномочия директора школы перешли к его второй жене Эне Вуд Нилл, которая управляла школой до 1985 года. С 1985 года по настоящее время директором школы является дочь Александра Нилла Зоя Редхед.

## Образовательная философия
Нилл верил, что счастье ребёнка должно быть определяющим фактором в принятии решений, касающихся его воспитания, и источником этого счастья является личная свобода. Он понимал, что лишение ребёнка чувства свободы и, как следствие, несчастье, испытываемое им в детстве, приводит к психологическим проблемам, когда он становится взрослым. Идеи Нилла, направленные на помощь детям в самоопределении, поощряющие критическое мышление и отказ от слепого повиновения, ранее считавшиеся радикальными или, в лучшем случае, спорными, сегодня широко применяются, хотя есть консервативные педагоги, считающие эти идеи угрожающими общественному порядку.
В 1921 году Нилл основал школу Саммерхилл для практической демонстрации своих образовательных теорий. Он был убежден, что дети учатся лучше, когда они не обязаны посещать занятия. В школе также были введены принципы демократии с регулярными собраниями для определения правил школы. Ученики имели такое же право голоса, как и учителя.
Опыт Саммерхилла демонстрировал, что в отсутствие принуждения, существующего в традиционных школах, ученики вырабатывают собственную мотивацию, а не бездельничают. Навязанная извне дисциплина, как полагал Нилл, мешает формированию внутренней самодисциплины, и поэтому, как он считал, дети, посещавшие Саммерхилл, выходят из школы с более развитыми навыками критического мышления и лучшей самодисциплиной, чем ученики традиционных школ, основанных на принудительном посещении занятий.
Дети, принятые в Саммерхилл, были преимущественно из трудных семей, где родительские конфликты и пренебрежение ребёнком приводили к его угнетенному состоянию. О терапевтическом воздействии атмосферы Саммерхилла свидетельствовал тот факт, что многие дети, исключенные из обычных школ, расцветали в Саммерхилле.
Находясь под сильным влиянием работ Зигмунда Фрейда и Вильгельма Райха, Нилл был против сексуального подавления и введения строгой викторианской морали времен его детства. Он четко заявлял, что отрицание секса тождественно отрицанию жизни. Эти взгляды сделали его непопулярным среди значимых фигур того времени.

## Жизнь в Саммерхилле
Работая директором школы, Нилл также преподавал алгебру, геометрию и металлообработку. Он часто говорил, что больше восхищается искусными мастерами, чем теми, кто посвящает себя интеллектуальной деятельности. Нилл полагал, что, поскольку посещение уроков необязательно, они могут быть более строгими. Ученики обучаются быстрее, а их знания более глубоки, поскольку они учатся добровольно, а не по принуждению.
Нилл также проводил частные уроки с учениками. Они включали в себя обсуждение личных проблем учеников и являлись формой психотерапии. Позже он перестал давать такие уроки, обнаружив, что дети, не получающие частных уроков, также излечивались от антиобщественного поведения. Из этого он заключил, что излечивает свобода, а не психотерапия.
Инспекция, проведенная OFSTED в Саммерхилле в 2007 году, подтвердила хорошее качество образования в этой школе. Саммерхилл также был одобрен ООН как оказывающий лечебное влияние на детей.
«В Конвенции о правах ребёнка уделено особое внимание праву детей участвовать в решениях, касающихся их. Саммерхилл, благодаря своему подходу к образованию, воплощает это право наилучшим образом.» — Давид Пауло, Секретарь, ООН, Комитет по правам ребенка

## Книги
- A Dominie’s Log (1916)
- A Dominie Dismissed (1916)
- Booming of Bunkie (1919)
- Carroty Broon (1920)
- A Dominie in Doubt (1920)
- A Dominie Abroad (1922)
- A Dominie’s Five (1924)
- The Problem Child (1926)
- The Problem Parent (1932)
- Is Scotland Educated? (1936)
- That Dreadful School (1937)
- The Last Man Alive (1938)
- The Problem Teacher (1939)
- Hearts Not Heads in the School (1945)
- The Problem Family (1949)
- The Free Child (1953)
- Summerhill: A Radical Approach to Child Rearing (Preface by Erich Fromm) (1960)
- Freedom, Not License! (1966)
- Talking of Summerhill (1967)
- Children’s Rights: Toward the Liberation of the Child (with Leila Berg, Paul Adams, Nan Berger, Michael Duane, and Robert Ollendorff) (1971)
- Neill, Neill, Orange Peel! (1972)

## Опубликованная переписка
- Record of a friendship: the correspondence between Wilhelm Reich and A. S. Neill, 1936—1957 (1982)
- All the Best, Neill: Letters from Summerhill (1984)